# Óxido de magnesio
El óxido de magnesio (MgO), o magnesia, es un compuesto químico mineral sólido 
higroscópico blanco que se produce en la naturaleza como periclasa y es una fuente de magnesio. Tiene la fórmula empírica de MgO y se compone de un enrejado de iones Mg2+ y los iones O2- unidos por enlace iónico. Forma hidróxido de magnesio  en presencia de agua (MgO + H2O → Mg (OH)2), pero puede ser revertida por calentamiento para separar la humedad.
El óxido de magnesio se conoce históricamente como magnesia alba (literalmente, el mineral blanco de Magnesia - otras fuentes dan magnesia alba, como el MgCO3), para diferenciarlo de la magnesia negra, un mineral negro que contiene lo que hoy se conoce como óxido de manganeso (II).

## Obtención y producción
El óxido de magnesio se produce de manera espontánea a partir de magnesio metálico en contacto con el oxígeno del aire, aunque se pasiva rápidamente a temperatura ambiente:
{\displaystyle \mathrm {2\ Mg+\ O_{2}\longrightarrow \ 2\ MgO} }
El óxido de magnesio se produce por la calcinación del carbonato de magnesio o del hidróxido de magnesio:
{\displaystyle \mathrm {MgCO_{3}{\xrightarrow {813\ K}}\ MgO+\ CO_{2}} }
{\displaystyle \mathrm {Mg(OH)_{2}{\xrightarrow {\Delta }}\ MgO+\ H_{2}O} }
También se obtiene por tratamiento de cloruro de magnesio con cal seguido por el calor:
{\displaystyle \mathrm {MgCl_{2}+\ CaO\longrightarrow \ Mg(OH)_{2}+\ CaCl_{2}} }
{\displaystyle \mathrm {Mg(OH)_{2}{\xrightarrow {\Delta }}\ MgO+\ H_{2}O} }
La calcinación a diferentes temperaturas produce óxido de magnesio con diferente reactividad. Las propiedades del óxido de magnesio obtenido por calcinación son altamente dependientes de la temperatura a la que se lleva a cabo:
- Entre 700 °C y 1000 °C, se obtiene un producto de una amplia variedad de aplicaciones industriales, tales como pigmento para pintura, relleno para papel y otros materiales sintéticos. Se trata de una magnesia en forma reactiva, que a veces se llama magnesia cáustica.
- Entre 1000 °C y 1500 °C, se obtiene un producto químicamente menos reactivo que es muy adecuado para aplicaciones que requieren un lento deterioro: fertilizantes, suplementos alimenticios para el ganado, etc;
- Entre 1500 °C y 2000 °C, la magnesia obtenida se denomina "sinterizada" y es muy estable, incluso a alta temperatura. Encuentra su principal uso como material refractario: ladrillos para hornos, crisoles de revestimiento interno utilizados en la metalurgia, retardante de llama para la industria de la construcción, etc.[6]

## Aplicaciones
La aplicación principal es como material refractario. Un material refractario es aquel material que física y químicamente es estable a altas temperaturas. "Con mucho, el mayor consumidor de magnesia en todo el mundo es la industria refractaria, que consume alrededor del 56% de la magnesia en los Estados Unidos en 2004, el 44% restante se utiliza en la agricultura, química, construcción, medio ambiente y otras aplicaciones industriales."

### Biomedicina
Entre las nanopartículas de óxido metálico, el magnesio Las nanopartículas de óxido (NP de MgO) tienen distintas propiedades fisicoquímicas y biológicas, incluidas biocompatibilidad, biodegradabilidad, alta bioactividad, importantes propiedades antibacterianas y buena Propiedades mecánicas, que lo convierten en una buena opción como refuerzo en composites.

### Cemento
El MgO es uno de los parámetros de calidad en la fabricación del cemento Portland en plantas de proceso seco. Si se agrega demasiado MgO, el cemento puede llegar a ser expansivo. La composición química de los cementos se da siempre en forma de óxidos.

### Agricultura
El contenido de magnesio de un fertilizante se da en forma de MgO. Para pasar de Mg a MgO solo hay que multiplicar la concentración de Mg por el factor de conversión 1,658.

### Desecante
El MgO es un desecante relativamente pobre, pero debido a que neutraliza a los ácidos de óxido de azufre que se generan en el proceso Kraft, es utilizado en muchas bibliotecas para preservar libros.

### Medicina
En medicina, el óxido de magnesio en suspensión acuosa (leche de magnesia) se utiliza para el alivio de la acidez como un antiácido, y como un laxante a corto plazo. También se utiliza para mejorar los síntomas de la indigestión. Los efectos secundarios del óxido de magnesio pueden incluir náuseas y calambres. En cantidades suficientes para obtener un efecto laxante, los efectos secundarios del uso a largo plazo incluyen enterolitos que resultan en obstrucción intestinal.